# 극장판 메탈 베이블레이드 VS 태양 작열의 침략자 솔블레이즈
《극장판 메탈 베이블레이드 VS 태양 작열의 침략자 솔블레이즈》(劇場版メタルファイト ベイブレードVS太陽 灼熱の侵略者ソルブレイズ)는 2010년 8월 21일 일본 도호가 제작한 애니메이션 영화이다.

## 줄거리
멸망한 아틀란티스를 부활시키고 지구를 구하려는 소년들이 악인들과 맞써 싸우는 모험과 대결을 그린 애니메이션. 방학을 맞이하여 열리는 베이블레이드 대회에 참가한 강타와 친구들. 갑자기 나타난 의문의 소년이 경기장을 아수라장으로 만든다. 그 소년은 잃어버린 세계 아틀란티스를 부활시키고 복수를 하기 위해 태어난 태양의 블레이더, 헬리오스. 그는 태양의 힘을 가진 베이인 ‘솔블레이즈’로 순식간에 경기장을 제압한다. 강타의 ‘갤럭시페가시스’에서 부활의 단서를 발견한 헬리오스는 강타의 베이를 노리게 되는데… 강타는 헬리오스의 복수를 막고 지구를 구하기 위해 최후의 대결을 준비한다. 2011년 1월 6일, 멈출 수 없는 베이의 싸움이 시작된다.